# 14348 Cumming
14348 Cumming eller 1985 UO3 är en asteroid i huvudbältet som upptäcktes den 20 oktober 1985 vid Europeiska sydobservatoriet (ESO) av Uppsalaastronomen Claes-Ingvar Lagerkvist. Den är uppkallad efter astronomen Robert Cumming.
Asteroiden har en diameter på ungefär 6 kilometer och den tillhör asteroidgruppen Hansa.